# Barry Leitch
Barry Leitch (Strathaven, 27 aprile 1970) è un compositore scozzese naturalizzato statunitense, noto per le colonne sonore di videogiochi.

## Biografia
Barry Leitch è compositore di colonne sonore per videogiochi sin dal 1986, quando appena sedicenne ha realizzato le musiche di Icups. La rivista italiana Giochi per il mio computer considerò la sua colonna sonora di TFX: Tactical Fighter Experiment la seconda migliore tra tutti i videogiochi degli anni '90. Portano la sua firma anche i temi musicali degli arcade Gauntlet Legends e Gauntlet Dark Legacy, realizzati insieme a John Paul, Joe Lyford e Michael Henry.
Nel 2020 ha collaborato con i musicisti brasiliani Kleiton & Kledir alla realizzazione di una traccia musicale (un adattamento del loro fortunato brano Deu Pra Ti) per Horizon Chase Turbo.
Nato in Scozia, ha studiato musica insieme alla sorella Dawn e al fratello David; vive negli USA da molti anni, nello Stato dell'Ohio.
Nel 1986 ha conosciuto Karen, diventata sua moglie solo trent'anni più tardi.

## Videogiochi con colonne sonore di Barry Leitch
- The Addams Family (Gameboy, NES - Ocean)
- Airborne Ranger (Atari ST, Amiga - Microprose)
- American Gladiators (Atari ST, Amiga, Genesis, SNES - Gametek)
- Back to the Future Part III (C64 - Probe - non pubblicato)
- Battlefield (C64 - Atlantis Software)
- Boss PC Rally (PC)
- BSS Jane Seymour (PC - Gremlin Graphics)
- Captain Blood (Spectrum - Infogrames)
- Captain Courageous (C64 - English Software)
- Championship Manager (PC - Domark)
- Combo Racer (Amiga - Gremlin Graphics)
- Daemonsgate (Atari ST, Amiga, PC - Gremlin Graphics)
- Demoniak (PC - Bitmap Brothers)
- DNA Warrior (Amiga - Artronic)
- Double Dragon (C64 Console - Gremlin Graphics)
- Eek! the Cat (SNES - Ocean)
- Emlyn Hughes International Soccer (C64 - Audiogenic Software 1988)
- Ferrari Formula One (C64, Atari ST, Spectrum, PC - Electronic Arts 1990)
- Fiendish Freddy's Big Top O' Fun (C64, Spectrum, Amstrad)
- Federation of Free Traders (PC - Gremlin Graphics)
- Frankenstein (Amiga - Enigma Variations)
- Gadget Twins (Atari ST, Amiga, Genesis, SNES - Gametek)
- Gauntlet Dark Legacy (arcade, Atari ST)
- Gauntlet Legends (arcade, Atari ST)
- Gemini Wing (C64, Atari ST, Amiga, Spectrum, Amstrad - The Sales Curve 1988)
- Gilbert: Escape from Drill (C64, Atari ST, Amiga, Spectrum, Amstrad - Enigma Variations 1989)
- Golf (NES - Gremlin Graphics)
- HeroQuest (C64, Atari ST, Amiga, Spectrum, Amstrad, PC - Gremlin Graphics)
- Horizon Chase (Android, iOS - Aquiris)
- Horizon Chase Turbo (PS4, PC, Switch - Aquiris)
- Humans (Atari ST, Amiga, PC, Genesis, SNES, Lynx - Mirage)
- ICUPS (C64 - Odin Software)
- Imperium (PC - Electronic Arts)
- Impossamole (C64, Atari ST, Amiga, Spectrum, Amstrad, PC - Gremlin Graphics)
- Inferno (PC - Ocean)
- Jack Nicklaus Golf (NES - Gremlin Graphics)
- Jane's Apache Longbow (PC CD Audio - Electronic Arts)
- Kick Off 2 (Gameboy, NES - Anco)
- Kill Team (Playstation, Sega Saturn - non pubblicato)
- Legacy (PC - non pubblicato)
- Lethal Weapon (Atari ST, Amiga, SNES - Ocean)
- Lords of Chaos (PC - non pubblicato)
- Lotus Turbo Challenge 2 (Atari ST, Amiga - Gremlin Graphics)
- Marauder (C64 - Hewson 1988)
- Microprose Soccer (Atari ST, Amiga, Spectrum, Amstrad - Microprose)
- Mindbender (PC - Gremlin Graphics)
- Necromancer (Amiga, PC)
- Nightbreed (C64, Spectrum, Amstrad - Ocean)
- Ocean Football (Amiga - Ocean)
- Pegasus (Atari ST, Amiga - Gremlin Graphics)
- Pit-Fighter (PC - Domark)
- Postman Pat (C64, Spectrum, Amstrad - Enigma Variations)
- Powermonger (PC - Electronic Arts)
- Premier League (Amiga - Ocean)
- The President Is Missing (Atari ST, Amiga - Cosmi)
- Privateer Missions (PC - Origin Systems)
- Prophecy: The Viking Child (Atari ST, Amiga, Lynx - Gametek)
- Ragnarok (Atari ST, Amiga, PC - Gremlin Graphics)
- Ratpack (Atari ST, Amiga, Spectrum, Amstrad, PC - Microprose)
- Redline (Atari ST, Amiga, PC - Gremlin Graphics)
- RoboCop 3 (PC - Ocean)
- Rock 'n' Roll (Atari ST, Spectrum, Amstrad)
- Rush 2 (N64 - Atari)
- Savage Empire (Genesis, SNES - Pony Canyon/FCI/Origin Systems)
- Shadow (PC)
- Shockway Rider (Atari ST, Amiga - Faster Than Light)
- Shoe People (Atari ST, Amiga, PC - Gremlin Graphics)
- Shut It (PC - Ocean)
- Silkworm (C64, Atari ST, Amiga, Spectrum, Amstrad - Sales Curve)
- Sleepwalker (Amiga CD ROM - Ocean)
- Soccer (Atari ST, Amiga - Gremlin Graphics)
- Space Crusade (C64, Amiga, PC)
- Speedball 2 (PC - Bitmap Brothers)
- Spider (Playstation, Sega Saturn - Boss Game Studios)
- Starglider 2 (Spectrum - Firebird)
- Stratego (C64, Atari ST, Amiga - Accolade)
- Switchblade (C64 - Gremlin Graphics)
- Switchblade 2 (Atari ST, Amiga - Gremlin Graphics)
- Super Cars (NES - Gremlin Graphics)
- Super Cars 2 (Atari ST, Amiga - Gremlin Graphics)
- Super Dragon Slayer (C64 - Codemasters)
- Supremacy (PC - Probe)
- Suspicious Cargo (Atari ST, Amiga - Gremlin Graphics)
- Suzuki (PC - Gremlin Graphics)
- Tank (Virtual Boy - non pubblicato)
- TFX: Tactical Fighter Experiment (Amiga, PC - Ocean)
- Top Gear (SNES - Gremlin Graphics)
- Top Gear Rally (Nintendo 64 - Boss Game Studios)
- Toyota Rally (PC - Gremlin Graphics)
- Treasure Trap (C64, Atari ST, Amiga, PC)
- Twisted Edge Snowboarding (N64-Boss Game Studios)
- Universal Studios Classic Monsters (Atari ST, Amiga - Ocean)
- Utopia (Atari ST, Amiga, PC - Gremlin Graphics)
- Wayne Gretzky's Hockey 99 (N64-Atari)
- Weird Dreams (C64, PC - Firebird)
- Wheel of Fortune (NES - Gametek)
- Wing Commander II: Vengeance of the Kilrathi (Genesis, SNES - Origin Systems)
- Wing Commander III: Heart of the Tiger (PC (in flight dialogue) - Origin Systems)
- Wings of Glory (PC - Origin Systems)
- Xenophobe (C64, Atari ST, Amiga, Spectrum, Amstrad - Microstyle)
- Xiphos (Atari ST, Amiga, PC)
- Zone Warrior (C64, Atari ST, Amiga - Electronic Arts)